# Skalky u Třebutiček
Skalky u Třebutiček este o arie protejată (arie specială de conservare — SAC, sit de importanță comunitară — SCI) din Republica Cehă întinsă pe o suprafață de 65,29 ha, integral pe uscat.

## Localizare
Centrul sitului Skalky u Třebutiček este situat la coordonatele 50°32′15″N 14°14′58″E / 50.5375°N 14.249444°E.

## Înființare
Situl Skalky u Třebutiček a fost declarat sit de importanță comunitară în noiembrie 2009 pentru a proteja un număr necunoscut de specii din flora spontană și fauna sălbatică aflate în arealul zonei. Situl a fost protejat și ca arie specială de conservare în noiembrie 2013.

## Biodiversitate
Situată în ecoregiunea continentală, aria protejată conține 3 habitate naturale: Păduri de stejar și carpen Galio-Carpinetum, Păduri panonice cu Quercus pubescens, Păduri stepice euro-siberiene cu Quercus spp..
La baza desemnării sitului se află un număr nedeclarat de specii protejate.